# Месть королевы Анны
«Месть королевы Анны» (англ. Queen Anne’s Revenge) — флагманский корабль пирата Чёрная Борода. 

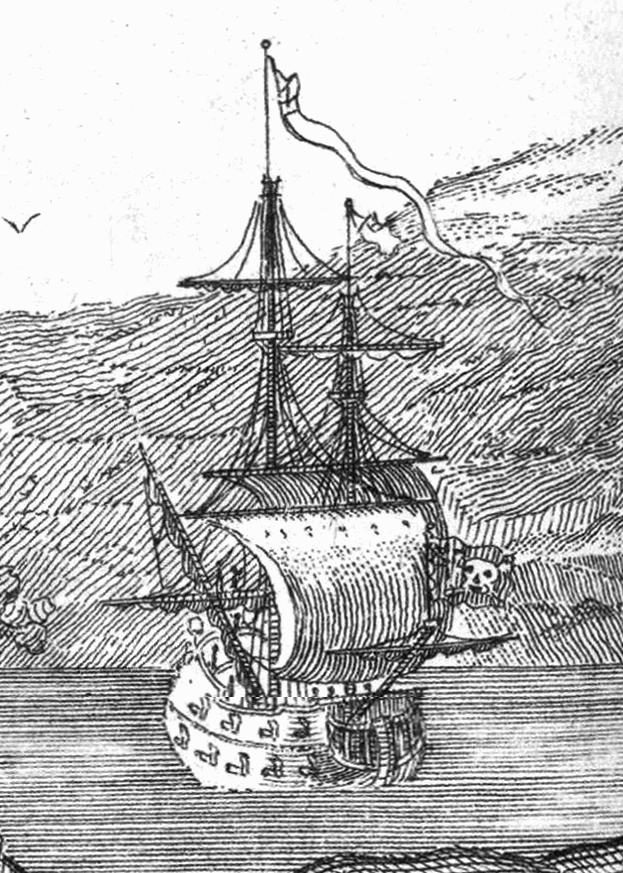
«Месть королевы Анны» (фрагмент гравюры 1736 года)

Судно было построено в 1710 году в Бристоле, первоначально называлось Конкорд и имело водоизмещение 300 тонн. В 1713 году корабль был продан Испании, а затем перешёл в собственность Франции. В 1717 году Чёрная Борода захватил судно, увеличил количество пушек до 40, переоборудовал внутренность судна и переименовал корабль в «Месть королевы Анны». Кульминацией походов Эдварда Тича стала блокада входа в гавань Чарльстона в мае 1718 года и посадка корабля на мель у побережья Северной Каролины в заливе Топсейл — известного сейчас как залив Бофорт. Припасы и экипаж были переведены на более мелкие корабли.
Впервые корабль был обнаружен в ноябре 1996 года на глубине 8,5 метров, вскоре начались раскопки и поиск доказательств. В августе 2011 года штат Северной Каролины официально подтвердил, что затонувшее судно — это «Месть королевы Анны». В апреле 2012 года появились сообщения, что американские археологи ведут работы по его подъёму со дна.

## В искусстве
Корабль изображён в кинематографе:
- «Чёрная борода» (2006 года)
- «Пираты Карибского моря: На странных берегах» (2011)
- В сериале «Чёрные паруса» (2014)
- «Пираты Карибского моря: Мертвецы не рассказывают сказки» (2017)

В видеоиграх:
- «Sid Meier’s Pirates!» (2004)
- «Assassin’s Creed IV: Black Flag» (2013)
- Assassin’s Creed Pirate’s
- «Saints Row: Gat out of Hell» (2015)
- «Fate/Grand Order» (2015)
- «World Of Sea Battle» (2015)

В песнях:
- Группы «Аквариум» (альбом «Тор»)
- Flogging Molly (альбом Within a Mile of Home).